# ルドルフ・ヴィルケ
ルドルフ・ヴィルケ（Rudolf Wilke、1873年10月27日 -  1908年11月4日）は、ドイツのイラストレーターである。ミュンヘンの雑誌『ジンプリチシムス』の挿絵やカルカリチャを描いた。

## 略歴
ニーダーザクセン州のブラウンシュヴァイクで大工の息子に生まれた。弟のヘルマン・ヴィルケ（Hermann Wilke: 1876–1950）とエリック・ヴィルケ（Erich Wilke: 1879–1936）もイラストレーターになった。
職人として見習いをした後、ホルツミンデンの建築専門学校で学んだ後ぶが、絵画に転じた。ブラウンシュヴァイクの専門学校（Braunschweiger Polytechnikum、後のブラウンシュヴァイク工科大学）で風景画や動物画を得意とするアドルフ・ニコル（Adolf Nickol: 1824-1905）に学び、その後ミュンヘンでホローシ・シモン（1857-1918）の私立の絵画学校で学んだ。1894年にパリに移り、アカデミー・ジュリアンで1895年まで学んだ。
ミュンヘンに戻ると、友人のブルーノ・パウル（Bruno Paul(1874-1968）と共同でスタジオを開いた。1896年に雑誌『Die Jugend』のコンペティションに参加し、正社員として採用された。雑誌『ジンプリチシムス』を創刊したアルベルト・ランゲン（Albert Langen）に誘われて、1899年から『ジンプリチシムス』で働くようになり、後に共同経営者になった。1908年に亡くなるまでこの雑誌の重要なイラストレーターの一人であった。1903年の春から、同僚のトーマス・ハイネ、ルートヴィヒ・トーマ（Ludwig Thoma: 1867-1921）、エドゥアルト・テニー（Eduard Thöny: 1866-1950）とともにイタリアへの自転車旅行をした。1905年にイラストレーターでもあったアマリー・マリー（Amalie Mally: 1876-1954）と結婚した。
1908年にブラウンシュヴァイクで35歳で病没した。
娘のシャーロット（Charlotte Gmelin-Wilke: 1906-1982）はイラストレーターになり、息子のウルファート・ヴィルケ（Ulfert Wilke : 1907–1987) はアメリカで画家として活躍し、アイオワ大学美術館の館長も務めた。
1954年から1993年の間、ブラウンシュヴァイク市は「ルドルフ・ヴィルケ賞（Rudolf-Wilke-Preis）」を設け、美術家に旅行奨学金を授与した 。

## 作品

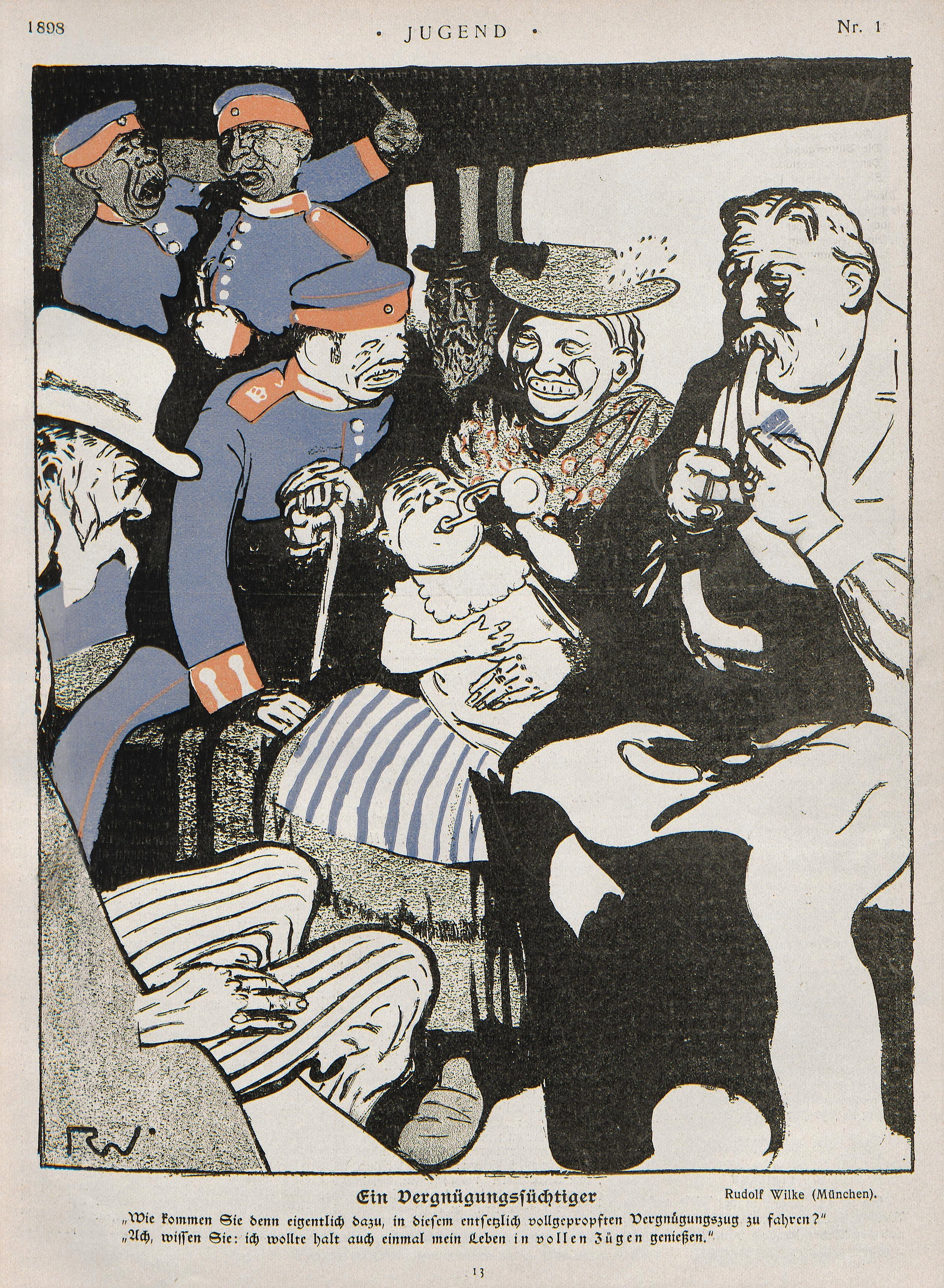
『Die Jugend』挿絵(1898)
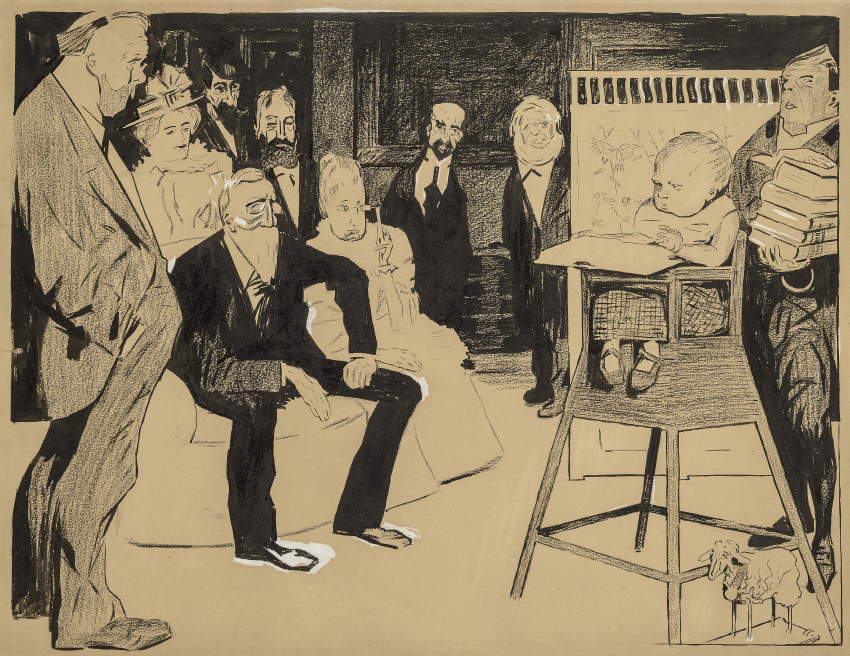
天才児(1898)
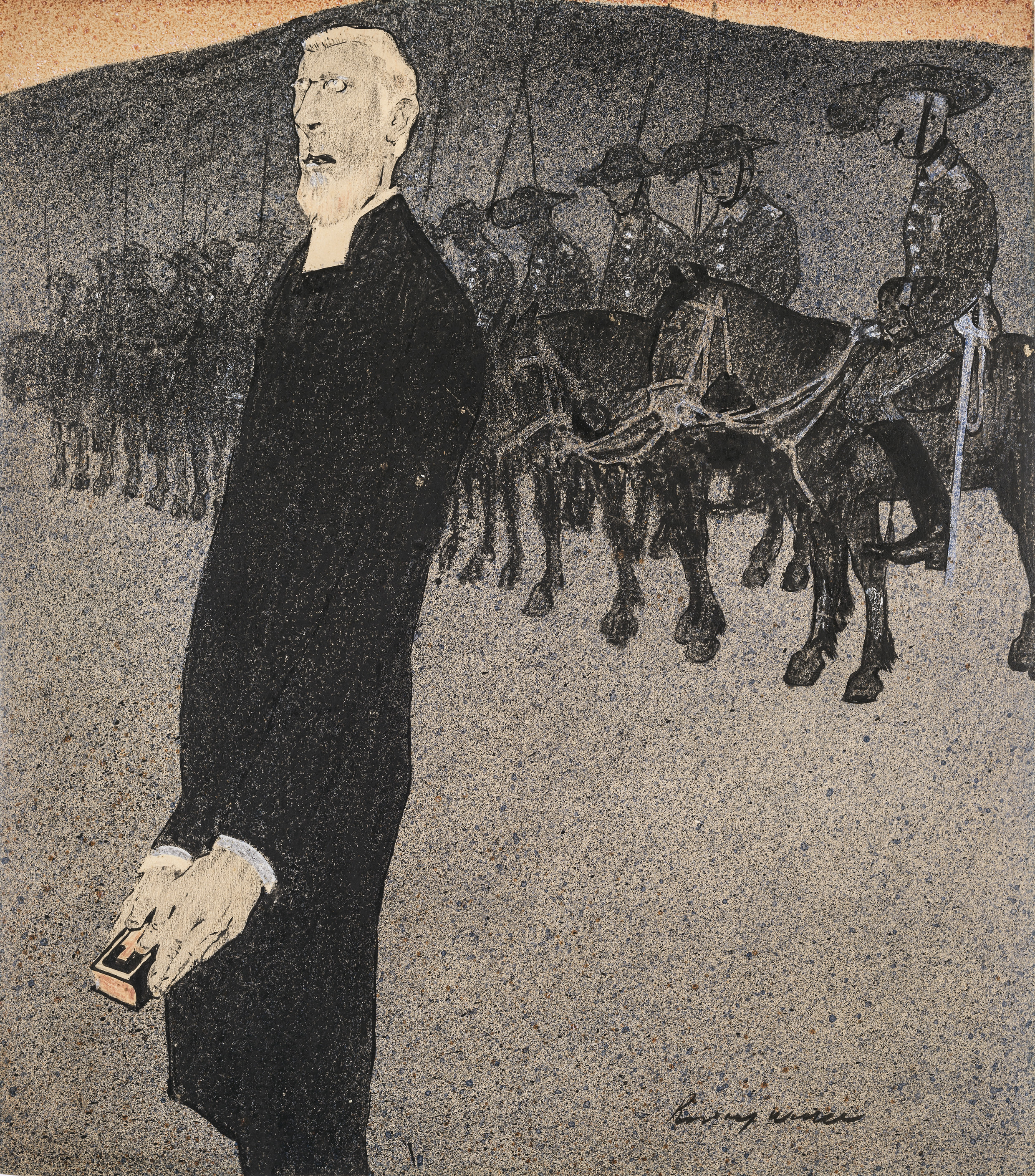
『シンプリシシムス』挿絵(1900)
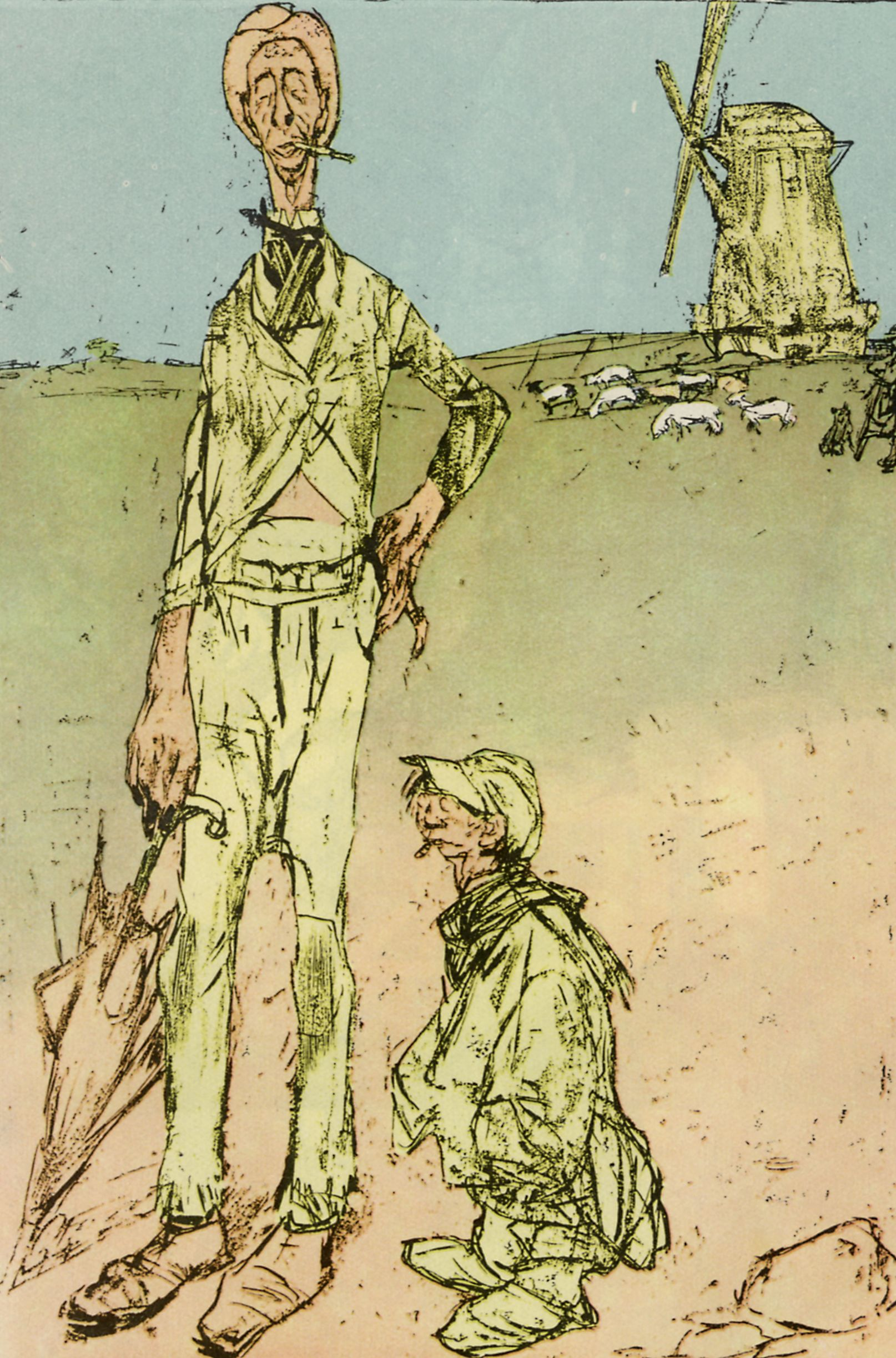
『シンプリシシムス』挿絵(1902)